# Orin (Wyoming)
Orin è un census-designated place (CDP) degli Stati Uniti d'America della contea di Converse nello Stato del Wyoming. La popolazione era di 46 persone al censimento del 2010.

## Geografia fisica
Secondo lo United States Census Bureau, ha un'area totale di 1,1 miglia quadrate (2,9 km²).

## Storia
Un ufficio postale col nome di Orin Junction fu creato nel 1891, che successivamente cambiò nome in Orin nel 1895, e infine l'ufficio postale fu chiuso circa nel 1962. La comunità prende il nome da Orin Hughitt, lo zio di un funzionario delle ferrovie.